# EDY
Escola dos Youtubers ou EDY é uma série de plataforma e televisiva criada por João Jonas. A primeira temporada estreou dia 16 de Setembro de 2018 na plataforma Youtube e no dia 29 de junho de 2019 na Nickelodeon a segunda temporada estreou no Nickelodeon a 30 de novembro de 2019.

## Sinopse
A série trata vários youtubers numa escola para youtubers chamada Escola dos Youtubers. João juntamente com o seu grupo de amigos, Angie, Gabriel, Perez, Carolina e Paulo e não esquecer do diretor e professora que iram acompanha-los nas suas aventuras. Mas claro que D.Teresa e Diogo não ficaram de fora nesta aventura.

### 2ª Temporada
Numa batalha de jogos contra o EDY do Porto e da EDY de Lisboa, a EDY do Porto vence fazendo a Diretora da escola de Lisboa decidir encerrar a escola de vez por cortes orçamentais. Com vários já quase a aceitarem a triste despedida da escola, Gabriel, Paulo, Perez e os novos integrantes do grupo, Carly, Rafael e Tiago decidem angariar fundos fazendo uma lavagem de carros e uma venda de limonada que os dois acabam por não resultar. Sem saberem o que mais fazer para ajudar, o Diretor Miglu vem ter com eles dizendo que a EDY do Porto fez batota e com isso eles tem uma nova oportunidade de salvar a escola. No dia do jogo final todos tão em nervos, com Rafael fazendo de claque de torcida. Teresa e Diogo também vão lá apoia-los com ele dizendo a ela que vai mesmo embora de casa, contudo visitará ela sempre que poder.

## Elenco/Personagens
| Atores/ Youtubers | Personagens               | Episódios     | Temporadas      | Temporadas      |
| Atores/ Youtubers | Personagens               | Episódios     | 1ª              | 2ª              |
| ----------------- | ------------------------- | ------------- | --------------- | --------------- |
| João Jonas        | João Sousa                | 1ª: 4 2ª: TBA | Protagonista    | Ausente         |
| Angie Costa       | Angie Costa               | 1ª: 4 2ª: 1   | Protagonista    | Participação    |
| Gabriel Ferreira  | Gabriel                   | 1ª: 4 2ª: 1   | Protagonista    | Protagonista    |
| Carly Santos      | Carly                     | 1ª: 1 2ª: 1   | Convidada       | Protagonista    |
| Rafael Borges     | Rafael Borges             | 1ª: 1 2ª: 1   | Convidado       | Protagonista    |
| Mafalda Creative  | D.Teresa                  | 1ª: 4 2ª: 1   | Co-Protagonista | Co-Protagonista |
| Diogo Costa       | Diogo                     | 1ª: 3 2ª: 1   | Co-Protagonista | Co-Protagonista |
| Catarina Perez    | Perez                     | 1ª: 4 2ª: 1   | Principal       | Principal       |
| Sandra Silva      | Professora Sandra         | 1ª: 2 2ª: 0   | Principal       | Ausente         |
| Miglu Santos      | Diretor Miglu             | 1ª: 4 2ª: 1   | Principal       | Principal       |
| Paulo Sousa       | Paulo Sousa               | 1ª: 3 2ª: 1   | Principal       | Principal       |
| Carolina Gomes    | Carolina(Dicas Perfeitas) | 1ª: 4 2ª: 0   | Principal       | Ausente         |
| Tiago Bandeira    | Tiago                     | 1ª: 0 2ª: 1   | Ausente         | Principal       |

Obs: As personagens estão colocadas conforme aparecem no genérico.

### Personagens Principais
João Sousa: É um rapaz de 19/20 anos,divertido e um pouco tímido mas com um bom coração. Têm um canal de 70 mil inscritos,onde nele faz diversos conteúdos diferentes e conforme o seu estilo. Têm várias aventuras com os seus amigos aprendendo uma lição a cada episódio. Acabou indo para o baile com a Catarina uma rapariga que ele gosta. Acaba descobrindo que muito provavelmente não voltará a vê-la tão cedo, visto que foi para os Estados Unidos. Pior que isso acabou por levar com um ponche e um balde de metal na cabeça deixando-o inconsciente, mas conseguiu recuperar bem disso. Na 2ª temporada ele sai da EDY para ir estudar para a Erasmus Nuuk na Groenlândia.
Angie Costa: É uma rapariga que também anda na escola dos youtubers, sendo também uma das raparigas do grupo e da turma . É muito convencida e as vezes um bocado malvada mas ao conhecer ela melhor descobre-se uma rapariga com um bom coração e gentil. Têm um bom relacionamento com o Paulo sendo eles melhores amigos. Na 2ª temporada ela sai da EDY para estudar curso de representação lá fora, mas ainda comunicando quando consegue com o Paulo em videochamada.
Gabriel: É o melhor amigo do João, um mágico. Têm um canal de 97 mil subscritores aonde faz vídeos do seu talento. Tem um fraquinho pela Angie, até agora ainda não declarando isso.  Foi ao baile de finalista com a Carolina. Na 2ª temporada organiza junto com o resto do grupo principal, formas de manter a EDY aberta, fazendo a famosa cena de tirar a camisola.
D.Teresa: É uma dona de casa vulgar, mãe do João Sousa. É muito protetora e exagerada, fazendo ela se meter em muitas confusões. Ela meio que odeia o seu parceiro de casa,Diogo mas ao longo do tempo tornam-se melhores amigos no fundo mesmo se "odiando". Eles acabam tendo muitos problemas juntos. Teve 2 desgostos de amor pelo pai do João abandonando ela e João duas vezes. No baile de finalistas, ao descobrir que o filho vai ao baile com a Catarina decide ir também ao baile "ander-cover" para espia-los. Na 2ª temporada o Diogo lhe diz que sairá de casa e com isso, faz de tudo para que ele não vá embora, ficando em aberto no final do 1º episódio, apesar da confirmação do mesmo, se realmente deixará a casa. Após esse episódio a atriz confirmou que não participaria mais na série, deixando em aberto uma futura participação e o destino da personagem.
Diogo: É meio que um "irmão" do João. A D.Teresa acabou lhe alugando um quarto para conseguir sustentar a casa. Ele têm um odiozinho de estimação pelo João, filho de Teresa mas parecem estar mais próximos recentemente. Usa a casa da Teresa como se fosse dele, deixando ela irritada. Os dois muitas vezes graças a ele,  metem-se em vários problemas. Têm um fraquinho pela Angie aonde tentou reconquista-la com uma canção, não tendo sucesso. Tentou algo com a vizinha de Teresa mas acabou por se apaixonar por Carly uma rapariga que conhece no Baile. Na 2ª temporada ele diz há D.Teresa que sairá da casa finalmente para morar numa casa maior com o seu irmão João Sousa e a Owhana, dando depois do final do 1º episódio a confirmação disso mesmo, no entanto foi deixado em aberto se realmente haverá essa mudança.
Perez: É uma das raparigas do grupo. Na escola ela é delegada da turma e leva o seu "trabalho" muito a sério. É super divertida e simpática. Foi a organizadora do Baile de Finalistas o que lhe causou algumas dores de cabeça, inclusive seu par e talvez namorado,Tomas. Na 2ª temporada, para tentar salvar a escola faz a ideia de uma lavagem de carros para angariar dinheiro, que no final não corre muito bem.
Professora Sandra: É uma das professoras da turma do João Sousa e de seus amigos. É muitas vezes muito chata,sarcástica e sempre de mau humor. Descobre-se que ela têm um "caso" amoroso com o diretor Miglu.
Diretor Miglu: É o diretor da escola dos Youtubers. É bastante carismático e um bocado irresponsável e injusto. Acaba participando um pouco das aventuras do grupo do João e têm um relacionamento com a professora do João, Sandra. Na 2ª temporada ele acaba por quase perder a EDY mas felizmente no final a escola é salva.
Carolina(Dicas Perfeitas): É outra das raparigas do grupo. É bastante tímida no começo,sempre a querer ir à casa de banho. Mas recentemente tornou-se mais confiante e perdendo as frequentes idas às casas de banho. No natal apaixonou-se pelo João Sousa, acabando por perder essa paixão depois da sabotagem dele. Foi ao baile de finalistas com o Gabriel. Na 2ª temporada aparenta ter saído da EDY.
Paulo Sousa: É um cantor mais um menos famoso. Acabou fazendo uma turnê e depois entrou para a escola de youtubers. É um dos membros do grupo do João. Têm um bom relacionamento de amizade com a Angie. Na 2ª temporada com a saída da Angie da EDY para estudar representação lá fora, ele faz um casting de melhores amigas que acaba por não correr muito bem. Também ajuda na lavagem de carros para angariar dinheiro.
Carly Santos- Uma rapariga do Baile que Diogo encontra. Os dois acabam por entrar num clima de romance. Na 2ª temporada acaba por entrar na Escola de Youtubers e junta-se ao grupo dos personagens principais, ajudando-os a angariar fundos para salvar a escola de seu encerramento com a sua ideia de vender limonada.
Rafael Borges- Um rapaz famoso na internet com seu canal de youtube junto com sua irmã cianêsa. Vai com ela para a semana aberta da escola dos youtubers. É um bocado feminista e um bocado comilão mas com um bom coração que ama sua irmã mais que tudo. Acaba ganhando a eleição de rainha do baile. Na 2ª temporada acabaram por aceitar a entrada dele na EDY e junta-se ao grupo dos personagens principais, ajudando-os a angariar fundos para salvar a escola de seu encerramento, participando da venda de limonada e também sendo membro da equipa de Claque no jogo inicial e final entre a escola e a EDY do Porto.
Tiago Bandeira: É um dos alunos novos da EDY que acaba por integrar no grupo dos personagens principais, ajudando-os a angariar fundos para salvar a escola de seu encerramento, com a sua participação de lavagem de carros.

### Youtubers convidados
Maria Katarina- É uma amiga do João que acabou acordando ele no primeiro dia de aulas desejando-lhe boa sorte. Vive no Brasil como modelo. Talvez um dia ela reapareça na escola dos youtubers.
Mariana Ferreira- Uma das alunas da turma do João. É muito blogueira, está sempre no seu telemóvel. Tentou "seduzir" o diretor Miglu para que cancelasse o teste da professora Sandra. A personagem teve como marca uma frase engraçada dita por ela: "Não podia dar um jeitinho". Acabou por passar no teste juntamente com os outros da turma. Depois do 1 episódio nunca mais foi vista. Suspeita-se que tenha saído da escola.
Moisés Filipe- É pai do João e ex-marido de Teresa. Abandonou os dois numa altura não revelada. Mas acabou voltando no 2 episódio gerando uma discussão entre Teresa e João. Após "reconquistar" a ex-mulher, abandona ela e seu filho outra vez, ficando com a Jornalista Olívia. Nunca mais foi visto desde então mas deixou Teresa com o coração partido.
Olívia Ortiz- É uma jornalista que vai para a escola dos youtubers para dar a reportagem de o grupo do João tarem fechados na escola. Acaba por ficar com Moisés o ex-marido de Teresa.
Joca Ribas-  É um dos professores de música da escola dos youtubers.
Nuno Sousa- É também um dos professores de música da escola dos youtubers.
João Sousa- É irmão do Diogo, e um novo aluno da escola dos youtubers. Muito brincalhão e acaba arranjando um grande problema com uma das suas brincadeiras. Têm um canal com quase 1 milhão de subscritores o que deixa já de começo o ódio que o protagonista sente por ele. É um bocado sarcástico e pode ser um pouco irritante mas no fundo apenas quer um grupo para integrar-se. Na 2ª temporada supostamente vai viver com o seu irmão Diogo para uma nova e grande casa com a Owhana.
SEA3PO-  É dona de um hotel na serra da estrela e uma das júris do trabalho anual da escola dos youtubers.
Sofia Arruda- Uma atriz e youtuber que acaba dando boleia a Teresa e Diogo. Acaba os expulsando do carro por não saberem quem ela é, nem os trabalhos que ela fez.
Pedro Gonçalves- Um cantor que fez um pequeno espetáculo com a sua recente canção "Beija-me".
Joana Gentil- Uma rapariga famosa na internet que acabou junto com o seu irmão cianêse indo para a semana aberta da escola dos youtubers. Ela e seu irmão acabaram por não ser aceites na escola tendo sido isso um dos motivos para irem para a semana aberta. Fica chateada por não ser eleita rainha do baile nem sequer para nomeação.
Dito- É o locutor da rádio da escola. Quase que mal aparece,pois está sempre no estúdio a fazer alguma coisa. Foi obrigado a fazer de D.J no Baile pelo diretor Miglu mas acabou por não aparecer, deixando o diretor furioso.
Beatriz Gosta- Professora da escola dos youtubers. Pode se dizer que têm algo de diferente nela de todos os professores de lá.
Catarina Felipe- Uma youtuber que entrou na escola dos youtubers da semana aberta. Acabou indo para o baile com o João, aonde acabaram por se beijar e deixar um clima de amor mas no final acabou tendo que ir para os Estados Unidos, deixando no ar se haverá uma segunda oportunidade para eles.
Yolanda Tati- Uma inspetora que ficou encarregue de descobrir o culpado pela tragédia ocorrida no Baile de Finalistas. Não descansará até encontrar o culpado.
Bárbara Corby- Uma vizinha e amiga de D.Teresa. Acabou ajudando ela para colocar a Teresa "ander-cover". Diogo se apaixona por ela, até "casa" com ela mas ela parece não sentir o mesmo.
Tomas Silva- Foi par da Perez no baile. Mas têm um segundo motivo para ir ao baile.
Mafalda Sampaio- Encarregada de dizer quem será o rei e rainha do baile. Fica meia constrangida com a personalidade do diretor.
Nicole Ariana- Ela irá dar-te uma escolha bastante complicada. De quem será o culpado da tragédia do baile de finalistas!

### Participações Especiais
Diogo Piçarra- Um cantor nacionalmente famoso que oferece a dormida grátis num hotel a Teresa e Diogo, após ver a incrível atuação de Diogo que também acaba por lhe dar umas aulas.

## Episódios

### 1ª Temporada
- EDY- Ep.1 Regresso às Aulas
- EDY- Ep.2 Noite de Halloween
- EDY- Ep.3 Magia de Natal
- EDY- Ep.4 Baile de Finalistas

### 2ª Temporada
- EDY 2- Ep. 1 Torneio de Gaming